# کسم جان
کسم جان، روستایی از توابع بخش مرکزی شهرستان طوالش در استان گیلان ایران است.
فاصله از شهر تالش ۲۲ کیلومتر جاده به صورت آسفالت روستا گاز شهری داره آب و برق شرایط خوبی داره
روستا می‌تونید خونه‌ها ویلاها جهت اجاره تهیه کنید در این روستا اکثر مردم به زبان تالشی صحبت می‌کنند می‌کنند با زبان ترکی هم اکثراً بلدن در این روستا خانواده‌های مرادی قاسمی زینعلی حسینی اکثر جمعیت را دارند و ۹۹ درصد اهل تسنن می‌باشند
روستا طبیعت بکر دارد

## جمعیت
این روستا در دهستان کوهستانی تالش قرار دارد و براساس سرشماری مرکز آمار ایران در سال ۱۳۸۵، جمعیت آن ۳۵۲ نفر (۸۸خانوار) بوده‌است.